# ليديا بونومارينكو
ليديا أنتونوفنا بونومارينكو (بالأوكرانية: Лідія Антонівна Пономаренко)‏؛ (16 فبراير 1922 - 3 ديسمبر 2013، كييف) هي مؤرخة أوكرانية، وباحثة في التضاريس التاريخية وأسماء المواقع الحضرية، ألفت دليل موسوعي لأسماء الشوارع في كييف.

## حياتها
ولدت ليديا أنتونوفنا بونومارينكو في كييف، تخرجت من المدرسة الثانوية في كراسنودون عام 1939، وتخرجت من معهد موسكو لمهندسي الجيوديسيا (علم تقسيم الأرض)، والتصوير الجوي ورسم الخرائط (مهندس جيوديسي للتصوير الجوي) عام 1949، ثم عملت في تخصصها في نوفوشاختينسك، ستاخانوف.
عاشت وعملت في كييف منذ عام 1959، بصفتها موظفة في مختبر التضاريس الجوية بجامعة كييف، وعملت في مؤسسات مختلفة. منذ عام 1970، شاركت في الطبوغرافيا التاريخية ورسم الخرائط، وكانت كبير المهندسين في رسم الخرائط في معهد تاريخ أوكرانيا في أكاديمية العلوم في جمهورية أوكرانيا الاشتراكية السوفياتية (1970-1982)، ثم درست العديد من الخطط والأوصاف للمدن الأوكرانية من عصور مختلفة، وخاصة كييف؛ وعثرت في لينينغراد على مخطوطة من كتاب "تاريخ مدينة كييف ..." لماكسيم بيرلينسكي، والذي كان يُعتبر ضائعًا.